# Christ Chalkitès

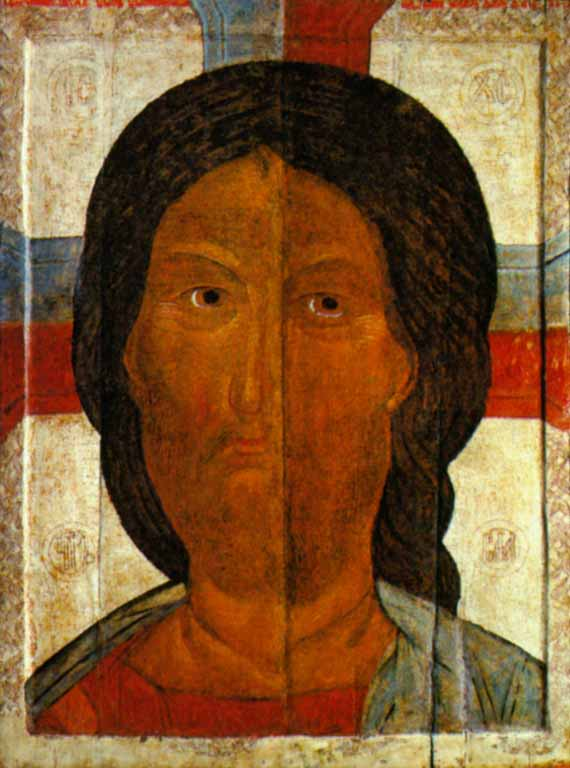
Christ Chalkitès -Le Sauveur aux yeux furieux- milieu du XIVe siècle

Le Christ Chalkitès (en langue russe: Христос Халки) est un type de représentation iconographique de la tête du Christ sans nimbe et devant une croix. Ceci suivant le modèle d'une icône placée près de la porte principale du Grand Palais à Constantinople appelée la Chalkè. 

## Histoire
Une icône du Christ ornait la façade de ce palais, qui joua un rôle important pendant la période iconoclaste. Cette icône aurait été la première à subir la destruction prescrite en 726 ou 730 par l'empereur Léon III, selon certains historiens du IXe siècle,. Elle n'aurait été restaurée qu'après le triomphe de l'orthodoxie en 843.